# Будинок хлопців
Будинок хлопців (англ. House of Boys) — фільм 2009 року німецького режисера Жан-Клод Шліма.

## Сюжет
1984 рік. Френк тільки закінчив школу і втік з будинку з друзями до вогнів великого міста Амстердам.
Незабаром друзі кидають Френка і вирушають далі, а бідний Френк залишається на вулиці. Злива змушує шукати притулок і ось доля закидає його в приватний клуб «House of Boys», де йому дає роботу танцюриста власник клубу у виконанні Удо Кіра.
Там хлопець знайомиться з колоритними мешканцями закладу і звичайно ж з Джейком, зіркою клубу. Попри тематичність закладу Джейк натурал, у нього є дівчина і купа шанувальників.
Френк закохується в Джейка і тут в житті обох хлопців все змінюється. Здається, що їхнє щастя триватиме вічно, але на лихо у їхньому житті з'являється маловідома тоді в Європі хвороба.

## Цікавинки
Хороший і по суті світлий фільм, про справжні почуття, взаємопідтримку і самопожертву.